# Nikolai Alexandrowitsch Prileschajew
Nikolai Alexandrowitsch Prileschajew, russisch Николай Александрович Прилежаев, englische Transkription Nikolai Aleksandrovich Prilezhaev, (* 15. Septemberjul. / 27. September 1877greg.  in Kopossewo bei Nischni Nowgorod; † 26. Mai 1944 in Moskau) war ein russischer Chemiker (Organische Chemie). Nach ihm ist die Prileschajew-Reaktion zur Erzeugung von Epoxiden aus Alkenen mit Peroxycarbonsäuren benannt.
Prileschajew war der Sohn eines Geistlichen und studierte zunächst ebenfalls am Theologischen Seminar (Abschluss 1895) und dann an der Universität Warschau Chemie. Nach dem Abschluss 1900 war er Assistent für Organische Chemie am Polytechnikum in Warschau (wo er zur Schule des organischen Chemikers Jegor Jegorowitsch Wagner gehörte) und nach seinem Magister-Abschluss 1912 in St. Petersburg wurde er außerordentlicher Professor für Organische Chemie an der Universität Warschau. 1915 wurde er Professor am Polytechnikum in Kiew und 1924 an der Universität Minsk. Dort baute er die Fakultät für Chemie auf und war 1931 bis 1933 Direktor des Instituts für Chemie der belarussischen Akademie der Wissenschaften.
Er befasste sich allgemein mit Oxidationsprozessen und folgte hier russischen Chemikern wie Alexei Nikolajewitsch Bach (Mechanismen der Oxidation über Peroxide), zum Beispiel in der Untersuchung organischer Peroxide in Wechselwirkung mit ungesättigten Verbindungen. Die nach ihm benannte Reaktion entdeckte er 1908 und er befasste sich in den folgenden Jahrzehnten mit ihr und ihren Zwischen- und Endprodukten. 
Er war korrespondierendes Mitglied der Sowjetischen Akademie der Wissenschaften (1933) und Mitglied der Belorussischen Akademie der Wissenschaften (1940). 1912 erhielt er den Butlerow-Preis.